# Moretonhampstead
Moretonhampstead est un village du Dartmoor dans le comté de Devon, en Angleterre. Elle est jumelée avec Betton en France.

## Lieux remarquables

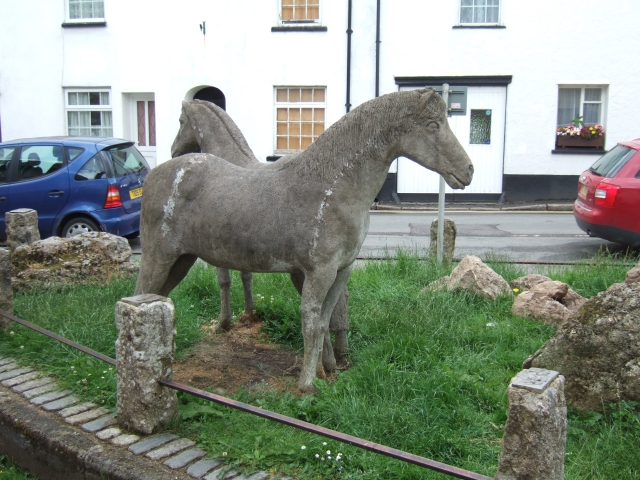
Les deux sculptures de poneys Dartmoor à Moretonhampstead.

C'est une ville très touristique en raison de sa position idéale pour visiter le Dartmoor et le Devon.

## Personnalités liées
- Reginald Engelbach (1888-1946), archéologue et égyptologue britannique, y est né.
- James Jackson (1757-1806), homme politique américain, y est né.

## Jumelages
- Betton (France)